# Irrelohe
Irrelohe és una òpera en tres actes del compositor austríac Franz Schreker, sobre un llibret del mateix compositor.

## Origen i context
Schreker va escriure el llibret en un temps molt curt (just uns quants dies) el 1919. La feina agafa el seu nom d'una estació de tren que es deia Irrenlohe en la qual Schreker hi va passar durant un viatge a Nuremberg el març 1919. La composició va ocupar Schreker de 1920 fins al 1922. La partitura va ser publicada el 1923 a Viena per Universal Edition.

## Representacions
L'òpera es va estrenar el 27 de març de 1924 al Stadttheater Köln, dirigida per Otto Klemperer. Varen seguir diverses produccions en set ciutats seguides (incloent Stuttgart, Frankfurt i Leipzig), però la resposta crítica va ser variada i, juntament amb els canvis dels gustos de l'audiència i la complexitat de la partitura, l'obra no va poder mantenir el seu lloc en el repertori.
La primera producció en temps moderns va ser al Bielefeld Òpera el 1985. Després a la Viena Volksoper (2004), a la Bonn Òpera (2010) i al Pfalztheater Kaiserslautern (2015).

## Personatges
| Funció                                               | Tipus de veu | Repartiment estrena 27 març 1924 (Director: Otto Klemperer) |
| ---------------------------------------------------- | ------------ | ----------------------------------------------------------- |
| Recompte Heinrich (Graf Heinrich, Herr auf Irrelohe) | tenor        |                                                             |
| El guardabosc (Der Förster)                          | baix         |                                                             |
| Eva                                                  | soprano      |                                                             |
| Lola vella (Dau alte Lola)                           | mezzosoprano |                                                             |
| Peter, el fill de Lola                               | baríton      |                                                             |
| Christobald, un vell fiddler                         | tenor        |                                                             |
| El parson (Der Pfarrer)                              | baix-baríton |                                                             |
| El miller (Der Müller)                               | baix         |                                                             |
| Fünkchen, un músic                                   | tenor        |                                                             |
| Strahlbusch, un músic                                | tenor        |                                                             |
| Ratzekahl, un músic                                  | baix         |                                                             |
| Anselmus                                             | baix-baríton |                                                             |
| Un footman (Ein Lakai)                               | tenor        |                                                             |

## Instrumentació
La partitura orquestral requereix: 
- 3 flautes (tot doblant piccolo), 3 oboès (3r doblant corn anglès), 3 clarinets, clarinet de baix (doblant corno di bassetto en F), 2 fagots, contrafagot;
- 6 trompes, 4 trompetes, 3 trombons, tuba;
- 2 conjunts de timbales, percussió (9 músics, incloent xilòfon, glockenspiel i 3 encluses), 2 arpes, clavicèmbal, celesta, guitarra, mandolina;
- Cordes (16 violins I, 14 violins II, 12 violes, 10 violoncels, 8 contrabaixos).

A més, cal dins l'escenari: 2 piccolos, 2 clarinets, 6 trompes, 3 trompetes, percussió, campanes i orgue.

## Enregistraments
- El1995 Sony Clàssic va realitzar un enregistrament fet per la ràdio austríaca ORF durant una actuació en concert a la Viena Musikverein el 15 de març de 1989, amb Peter Gülke dirigint la Wiener Symphoniker.[7]
- Un enregistrament agafat d'actuacions en viu al Bonn Òpera del 2010 conduït per Stefan Blunier va ser realitzat per Musikproduktion Dabringhaus und Grimm en format de SACD el setembre 2011.